# Tondorf
Tondorf in der Eifel ist der viertgrößte Ort der Gemeinde Nettersheim im Kreis Euskirchen im Süden Nordrhein-Westfalens.

## Geographische Lage
Tondorf liegt in der Nordeifel im deutsch-belgischen Naturpark Hohes Venn-Eifel und im Eifeler Quelldreieck Ahr-Erft-Urft, etwa 6,5 Kilometer ostsüdöstlich von Nettersheim; die nächste Großstadt ist das 40 Kilometer (jeweils Luftlinie) nordöstlich befindliche Bonn.

## Geschichte
Schon in einer Urkunde König Zwentibolds aus dem Jahre 898 wird der Ort Tondorf als „Tontondorp“ erwähnt.
Am 7. März 1945, zwei Monate vor dem Ende des Zweiten Weltkriegs in Europa, wurde Tondorf wie seine Nachbardörfer auch von amerikanischen Truppen besetzt.
Am 1. Juli 1969 wurde Tondorf nach Nettersheim eingemeindet.

## Pfarrkirche

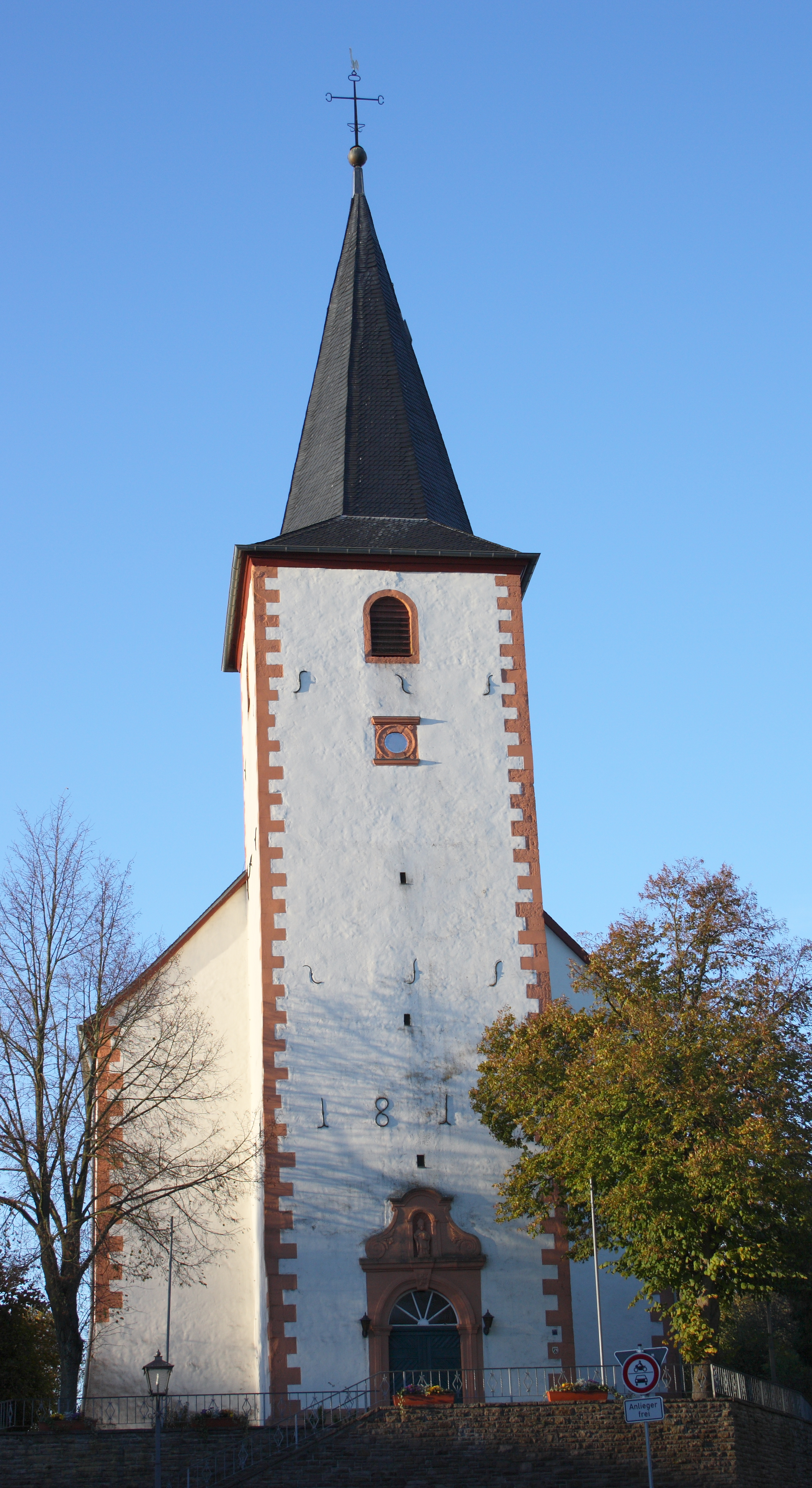
Pfarrkirche St. Lambertus

Die Tondorfer Pfarrkirche ist dem heiligen Bischof und Märtyrer Lambert geweiht.
1580 wurde begonnen, die baufällige Tondorfer Kirche durch einen Neubau zu ersetzen. Diese Kirche wurde 1812 abgerissen, damit der heutige Kirchenbau errichten werden konnte.

## Verkehrsanbindung
In jeweils etwa 8 Kilometer bis 9 Kilometer Entfernung von Tondorf liegen die Bahnhöfe Nettersheim und Blankenheim (Wald) an der Eifelstrecke (Köln–Trier).
Im Ort befinden sich mehrere Bushaltestellen, welche durch die Regionalverkehr Köln bedient werden. Für die Verbindungen unter anderem nach Nettersheim, Bad Münstereifel und Blankenheim gilt der Tarif des Verkehrsverbundes Rhein-Sieg (VRS).
| Linie | Verlauf |
| ----- | --- |
| 820   | MiKE (außer im Schülerverkehr): Bouderath – Roderath – Frohngau – Holzmülheim – Buir – Tondorf – Engelgau – Zingsheim – Nettersheim Bf – Marmagen – Bahrhaus                                                                              |
| 824   | MiKE (außer im Schülerverkehr): Blankenheim – Mülheim – Tondorf – Buir – Holzmülheim – Frohngau – Roderath – Bouderath – (Witscheiderhof – Bergrath) / Kolvenbach – Hohn – Eicherscheid – Bad Münstereifel Eifelbad – Bad Münstereifel Bf |
| 825   | MiKE (außer im Schülerverkehr): (Blankenheim – Mülheim) / Tondorf – Rohr – Lindweiler (– Rohr → Lommersdorf / ← Freilingen) |

Die Autobahnanbindung erfolgt über die Anschlussstelle Blankenheim der Bundesautobahn 1 in 1,5 Kilometern Entfernung.
Durch Tondorf führt die L 194, von der im Ortskern die L 115 abzweigt.